# 愛知県道352号・岐阜県道112号上渡合土岐線
愛知県道352号・岐阜県道112号上渡合土岐線（あいちけんどう352ごう・ぎふけんどう112ごう かみどあいときせん）は、愛知県豊田市と岐阜県土岐市を結ぶ一般県道である。

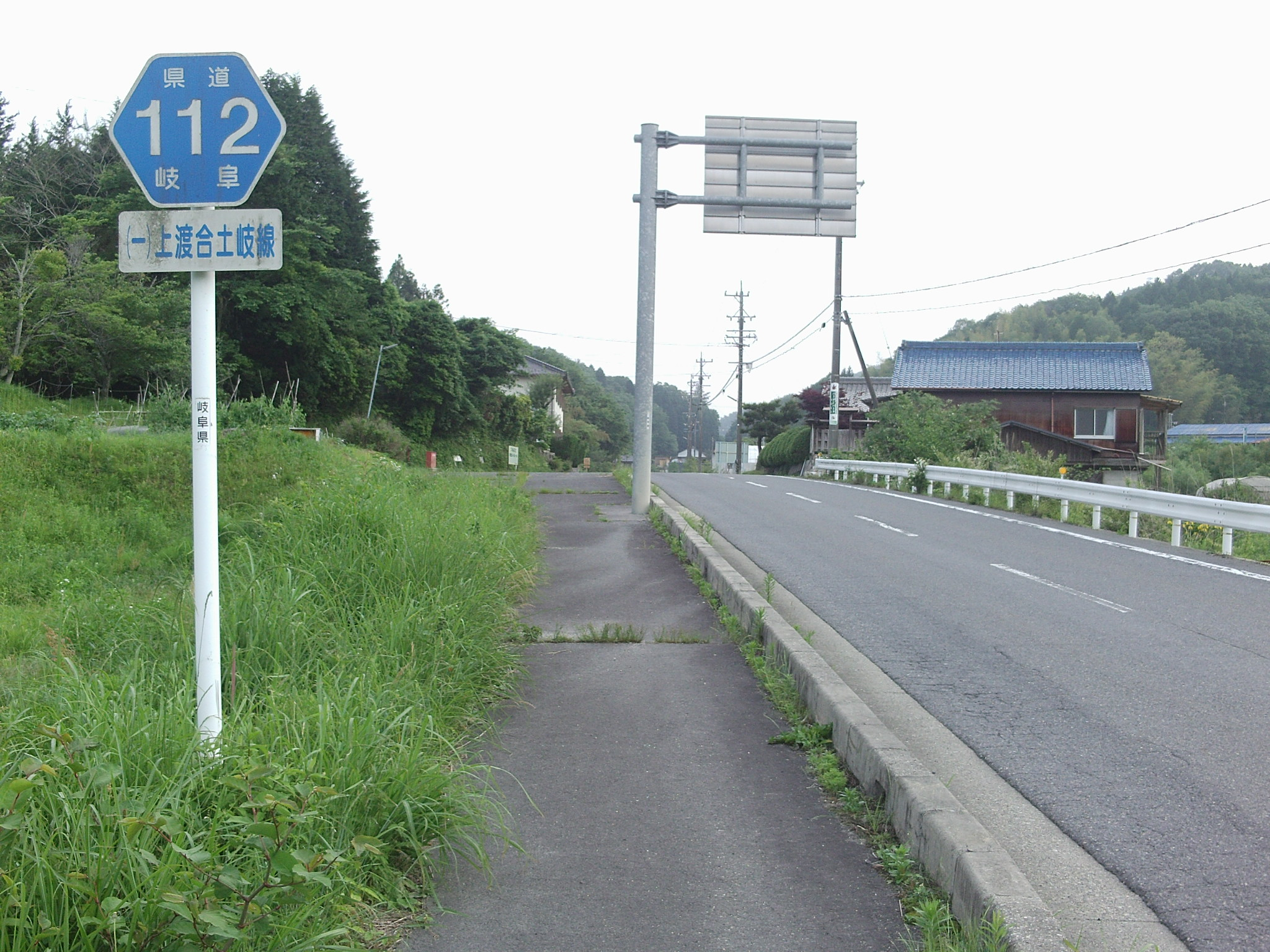
終点土岐市の鶴里町柿野。

## 概要
愛知県豊田市上渡合町（旧西加茂郡藤岡町）の上渡合町大畑交差点（愛知県道33号瀬戸設楽線交点）が起点。起点より北に進み、豊田市白川町で左折し、北西方向に進む。豊田市西市野々町で北東方向に進む。しばらく進むと岐阜県土岐市に入る。県境から1.8kmの土岐市鶴里町柿野の柿野交差点（岐阜県道13号豊田多治見線交点）が終点。

### 路線データ
- 始点：愛知県豊田市上渡合町 上渡合町大畑交差点（愛知県道33号瀬戸設楽線交点）
- 終点：岐阜県土岐市鶴里町柿野　柿野交差点（岐阜県道13号豊田多治見線交点）

## 重複区間
- 愛知県道353号大平折平線（豊田市北曽木町 - 豊田市白川町）

## 地理
愛知・岐阜県境付近に三国山がある。

### 通過する自治体
- 愛知県　
  - 豊田市
- 岐阜県
  - 土岐市

### 接続路線
愛知県
- 愛知県道33号瀬戸設楽線（豊田市上渡合町大畑交差点）
- 愛知県道353号大平折平線（豊田市北曽木町、豊田市白川町）

岐阜県　
- 岐阜県道13号豊田多治見線（土岐市 柿野交差点）

### 周辺
- 豊田市立石畳小学校
- 三国山キャンプ場